# Хосе Прего де Оливер
Хосе Прего де Оливер (исп. José / Joseph Prego de Oliver o Prego de Oliver; Манреса, 1750 — Кадис, 18??) испанский писатель и политик. Служил в качестве главы таможни Монтевидео. В этом городе он считался известным поэтом.

## Биография
Родился в городе Манреса, Княжество Каталония, Испания. Среди разных административных должностей, выполнял обязанности гражданского и военного губернатора Аликанте с 1783 года, и в Кадисе с 1786 года.
Был назначен администратором таможни Монтевидео в 1795 году. Приступил к должности в январе 1797 года. Был одним из участников cabildo abierto 21 сентября 1808 года и вошел в Совет Монтевидео.
Являлся корреспондентом газеты «Торговый Телеграф» (Telégrafo Mercantil) и написал четыре оды, в которых изложил исторические факты о вторжении англичан. Он был первым, кто осмелился воплотить своим пером разговорные формы в таких строчках как «Y al pasar se le ocurrió / decirle riyendo Ché / el diluvio se acabó?» o «Callate que sos un zonzo».
Оставался на работе на таможне до 1814 года. Впоследствии отправился в Рио-де-Жанейро со своей семьей и в конце 1816 переехал в Испанию, где умер в Кадисе. Дата смерти не известна.